# Venus in Furs
«Venus in Furs» (en español, «La venus de las pieles») es una canción de la banda estadounidense The Velvet Underground, presente en su álbum debut de 1967 junto a Nico, The Velvet Underground & Nico. Escrita por Lou Reed, su temática central es el BDSM, incluyendo el sadomasoquismo, bondage y sumisión. Inspirada en el libro homónimo de 1870 de Leopold von Sacher-Masoch, la canción es considerada transgresora (junto a varias otras del álbum) por su cruda propuesta musical y su tema que forzó los límites de la música popular.

«Botas brillantes, brillantes de cuero
La niña del látigo en la oscuridad
Viene con un cascabel, tu esclavo,
No le abandones
Golpéale, mi ama, y cura su corazón»
Fragmento de «Venus in Furs»

## En la cultura popular
La canción aparece en las películas The Doors del año 1991, Last Days del año 2005 (Gus Van Sant), The Lords of Salem del año 2012 (Rob Zombie) y Un día perfecto del año 2015 (Fernando León de Aranoa).
También fue versionada por Julian Casablancas para la serie Vinyl (2016) de la HBO.
Jeff Beck y Johnny Depp grabaron una versión en el disco 18 (2022).